# 1994
1994 (MCMXCIV) byl rok, který dle gregoriánského kalendáře započal sobotou.

## Události

### Česko
- 1. ledna – V Praze byla zřízena Galerie Rudolfinum.
- 4. února – Česká televize přenechala kanál s dříve celostátním federálním pokrytím programem F1 komerčnímu vysílání, na kterém začala vysílat TV Nova.
- 31. března – byl zadržen několikanásobný vrah Ivan Roubal.
- 7. září – Na strahovském stadionu proběhl koncert skupiny Pink Floyd v rámci celosvětového turné The Division Bell Tour.
- 18. září – Ze Staroměstské náměstí v Praze odjel na kole na tříletou cestu kolem světa Vítězslav Dostál, první Čech, který takovou cestu vykonal.
- 31. října – policie zatkla tehdejšího šéfa Centra kupónové privatizace a Střediska cenných papírů Jaroslava Liznera v okamžiku, kdy si z pražské restaurace Asia odnášel kufřík obsahující více než osm milionů korun v hotovosti. Peníze převzal od zástupce firmy Trans World International (TWI) Luboše Sotony, který spolupracoval s policií.
- 11. listopadu – Na lince B pražského metra byly otevřeny nové stanice Hůrka, Lužiny, Luka, Stodůlky a Zličín.
- 18.–19. listopadu – Proběhly volby do zastupitelstev obcí.
- 26. listopadu – Pražský arcibiskup Miloslav Vlk byl jmenován kardinálem s titulární bazilikou Santa Croce in Gerusalemme.

### Svět
- 1. ledna – Vznikl Evropský hospodářský prostor.
- 12.–27. února – V norském Lillehammeru proběhly Zimní olympijské hry.
- 25. února – Při teroristickém útoku proti Palestincům v Hebronu na Západním břehu Jordánu zahynulo 30–52 lidí.
- 6. března – V moldavském referendu občané odmítli připojení země k Rumunsku.
- 15. března
  - Po pádu druhé vlády Vladimíra Mečiara byla na Slovensku jmenována vláda Jozefa Moravčíka.
  - Armáda USA se po neúspěšné operaci Gothic Serpent stáhla ze Somálska.
- 23. března – Při letu z Moskvy do Hongkongu se zřítil Airbus A310 a zahynulo všech 75 lidí na palubě.
- 6. dubna – Bylo sestřeleno letadlo s prezidenty Rwandy Juvénalem Habyarimanem a Burundi Cyprienem Ntaryamirou a začala tříměsíční Rwandská genocida, při které zahynulo okolo milionu lidí.
- 12. května – Bylo uzavřeno příměří ve válce o Náhorní Karabach
- 10. května – Nelson Mandela se stal prezidentem Jihoafrické republiky.
- 18. května – Mexiko vstoupilo do Organizace pro hospodářskou spolupráci a rozvoj.
- 29. května – V maďarských parlamentních volbách zvítězila Maďarská socialistická strana.
- 1. června – Chorvatsko místo dosavadní měny dináru zavedlo chorvatskou kunu.
- červen – René Fasel zvolen prezidentem Mezinárodní federace ledního hokeje.
- 5. července – Jeff Bezos založil internetové knihkupectví Cadabra, pozdější Amazon.com.
- 18. července – Při bombovém útoku v argentinském Buenos Aires zahynulo 85 lidí většinou židovského původu.
- 7. září – Owen Seymour Arthur se stal premiérem Barbadosu.
- 18. září – Ve švédských parlamentních volbách zvítězili Sociální demokraté.
- 28. září – Při plavbě z Tallinnu do Stockholmu se v Baltském moři potopil trajekt Estonia a zahynulo 852 lidí.
- 30. září–1. října – V parlamentních volbách na Slovensku zvítězila koalice Hnutí za demokratické Slovensko a Roľnícka strana Slovenska se ziskem 34,96 % hlasů.
- 1. října – Palau vyhlásilo nezávislost a stalo se členem OSN.
- 6. listopadu – Emómalí-ji Rahmón se stal prezidentem Tádžikistánu.
- 12. listopadu – Čandrika Bandaranaike Kumaratunga se stala prezidentkou Srí Lanky.
- 14. listopadu – Pod Lamanšským průlivem byl dán do provozu Eurotunel spojující Francii a Spojené království.
- 5. prosince – Prezidenti Ruska, Ukrajiny USA a Spojeného království podepsali Budapešťské memorandum, na základě kterého se Ukrajina vzdala jaderných zbraní výměnou za bezpečnost zaručenou smluvními partnery.
- 11. prosince – Začala první rusko-čečenská válka.
- 13. prosince – Na Slovensku byla jmenována třetí vláda Vladimíra Mečiara.
- Ústřední vládě v Barmě se po jednáních podařilo dosáhnout zastavení bojů.
- Jihoafrická republika po 33 letech obnovila členství v Commonwealthu.
- Firma Intel přestala vyrábět mikroprocesor Intel 80386.
- Liamine Zéroual se stal alžírským prezidentem.
- Gabon vystoupil z Organizace zemí vyvážejících ropu.
- Dánsko a Norsko vstoupily do organizace EUROCONTROL.
- V Jihoafrické republice byly zrušeny 4 provincie a místo nich vzniklo 9 nových.
- Proběhly volby v Mosambiku, prezidentem se stal Joaquim Chissano.

### Probíhající události
- Občanská válka v Kolumbii (1964–2016)
- Druhá súdánská občanská válka (1983–2005)
- Občanská válka na Srí Lance(1983–2009)
- První válka o Náhorní Karabach (1988–1994)
- Gruzínsko-abchazský konflikt (od 1989)
- Chorvatská válka za nezávislost (1991–1995)
- Občanská válka v Somálsku (od 1991)
- Válka v Bosně a Hercegovině (1992–1995)
- Obléhání Sarajeva (1992–1996)
- Občanská válka v Tádžikistánu (1992–1997)
- Pomocná mise OSN pro Rwandu (1993–1996)
- Rwandská genocida (duben–červen 1994)
- První čečenská válka (1994–1996)

## Věda a umění
- 16. července–22. července – Úlomky komety Shoemaker-Levy 9 dopadaly na planetu Jupiter.
- 11. října – Americká sonda Magellan byla plánovaně navedena do atmosféry, kde shořela (viz Venuše).
- 3. listopadu – Premiéra filmové komedie Díky za každé nové ráno natočená podle scénáře Haliny Pawlovské. Režisérem filmu byl Milan Šteindler
- 5. listopadu – V etiopské oblasti střední Awaš byla nalezena zachovalá kostra samice druhu Ardipithecus ramidus, která dostala přezdívku Ardi.
- 8. listopadu
  - byla ohlášena umělá příprava prvku s atomovým číslem 111 – roentgenia, Rg
  - Americký zpěvák Salvatore "Sonny" Bono z dua Sonny & Cher je zvolen kongresmanem USA
- 9. listopadu byla ohlášena umělá příprava prvku s atomovým číslem 110 – darmstadtia, Ds
- 11. listopadu – Bill Gates za 30,8 milionu dolarů zakoupil Leicesterský kodex (sbírka prací Leonarda da Vinciho).
- Sportovní aerobic zařazen do Mezinárodní gymnastické federace.
- Vznikl kancelářský balík StarOffice firmy Sun Microsystems.
- Změnilo se číslování verzí operačního systému IBM OS/2
- Britský matematik Andrew Wiles rozluštil po 357 letech Velkou Fermatovu větu, jeden z nejsložitějších důkazů v historii matematiky.
- Bylo založeno konsorcium W3C pro standardy World Wide Web.
- Začala se postupně skládat kapela Rammstein.
- Punk rocková skupina Green Day vydala album Dookie.

## Nobelova cena
- Nobelova cena za fyziku – Bertram Brockhouse, Clifford Shull
- Nobelova cena za chemii – George A. Olah
- Nobelova cena za fyziologii a lékařství – Alfred G. Gilman, Martin Rodbell
- Nobelova cena za literaturu – Kenzaburó Óe
- Nobelova cena za mír – Jásir Arafat, Šimon Peres, Jicchak Rabin
- Nobelova pamětní cena za ekonomii – John Harsanyi, John Forbes Nash, Reinhard Selten

## Narození

### Česko

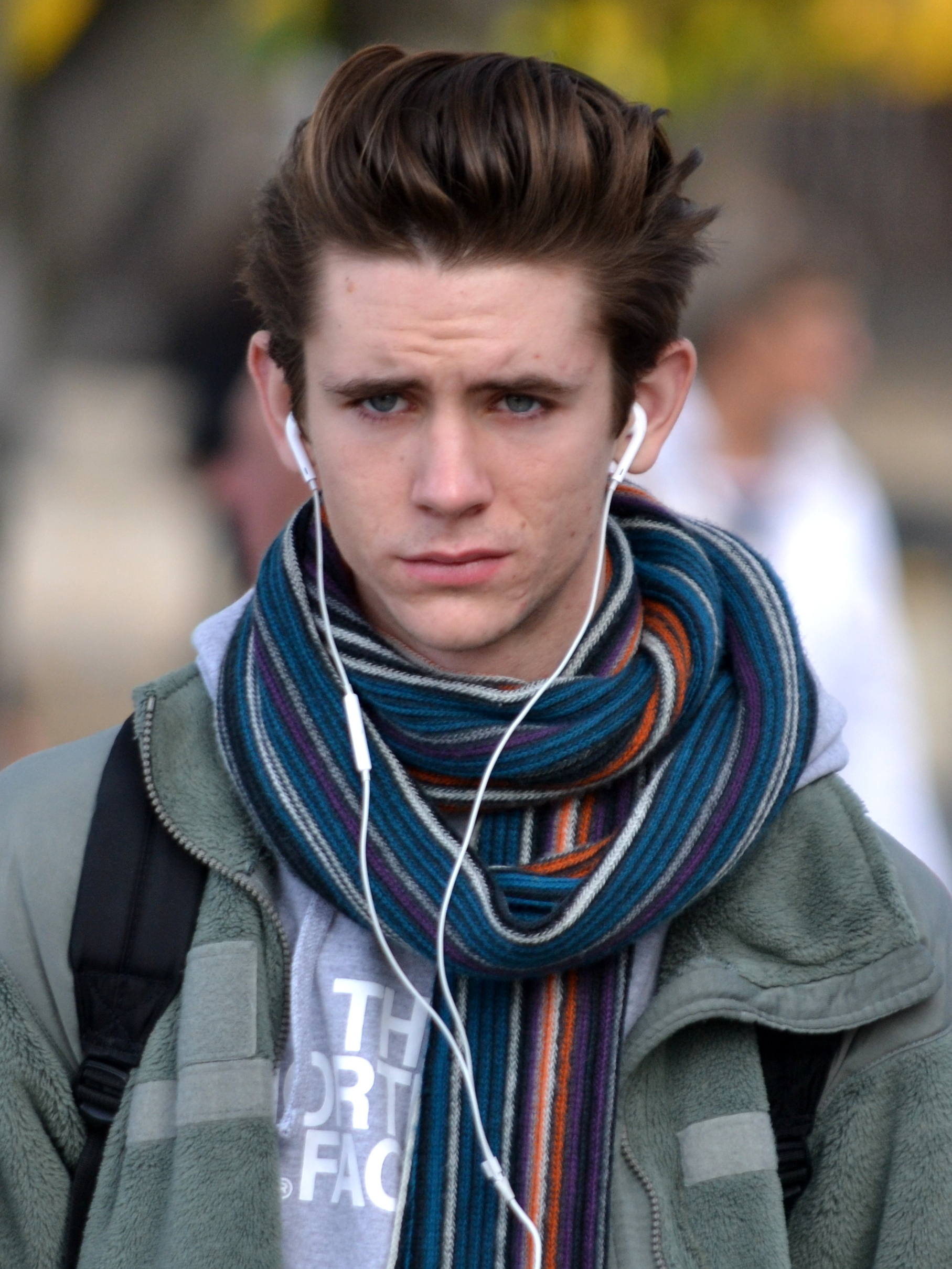
Jan Komínek (* 18. března)

- 01. ledna – Kateřina Zemanová, dcera bývalého prezidenta Miloše Zemana
- 09. ledna – Radek Faksa, hokejový útočník
- 03. února – Martin Mikyska, bavič, youtuber a autor pořadu Mikýřova úžasná pouť internetem
- 12. února – Matěj Zadražil, hokejový útočník
- 18. března – Jan Komínek, herec
- 25. března – Eva Perkausová, moderátorka, herečka a modelka
- 17. dubna
  - Michal Plocek, veslař († 28. listopadu 2016)
  - Mariana Prachařová, herečka
- 27. dubna – Luboš Adamec, fotbalový obránce
- 30. dubna – Štěpán Csamangó, hokejový útočník
- 04. května – Adéla Hanzlíčková, zápasnice – volnostylařka
- 02. května – Alexander Choupenitch, šermíř
- 06. května – Veronika Malá, házenkářka
- 17. května – Markéta Konvičková, zpěvačka
- 01. června – David Schweiner, plážový volejbalista
- 24. června
  - Cashanova Bulhar, rapper
  - Andreas Papadopulos, novinář, reportér a zahraniční zpravodaj
- 26. června – Václav Jurečka, fotbalista
- 22. července – Marek Langhamer, hokejový brankář
- 27. července – Anna Wágnerová, sportovní lezkyně
- 28. července – Jessica Jislová, biatlonistka
- 29. července – Libor Vondráček, politik
- 01. srpna – Eva Křížová, sportovní lezkyně
- 03. srpna – Ronald Knot, hokejový obránce
- 16. srpna – Jesika Malečková, tenistka
- 01. září – Jan Schleiss, hokejista
- 07. září – Andrea Hauer, herečka a zpěvačka
- 26. září – Ondřej Perušíč, plážový volejbalista
- 01. října – Aleš Čermák, fotbalista
- 08. října – Adam Pavlásek, tenista
- 10. října – Tereza Smitková, tenistka
- 24. října – Tereza Martincová, tenistka
- 03. listopadu – Luděk Vejmola, fotbalový brankář
- 25. listopadu – Zdeněk Stromšík, atlet, sprinter
- 03. prosince – Antonín Barák, fotbalista
- 15. prosince – Klára Spilková, golfistka

### Svět

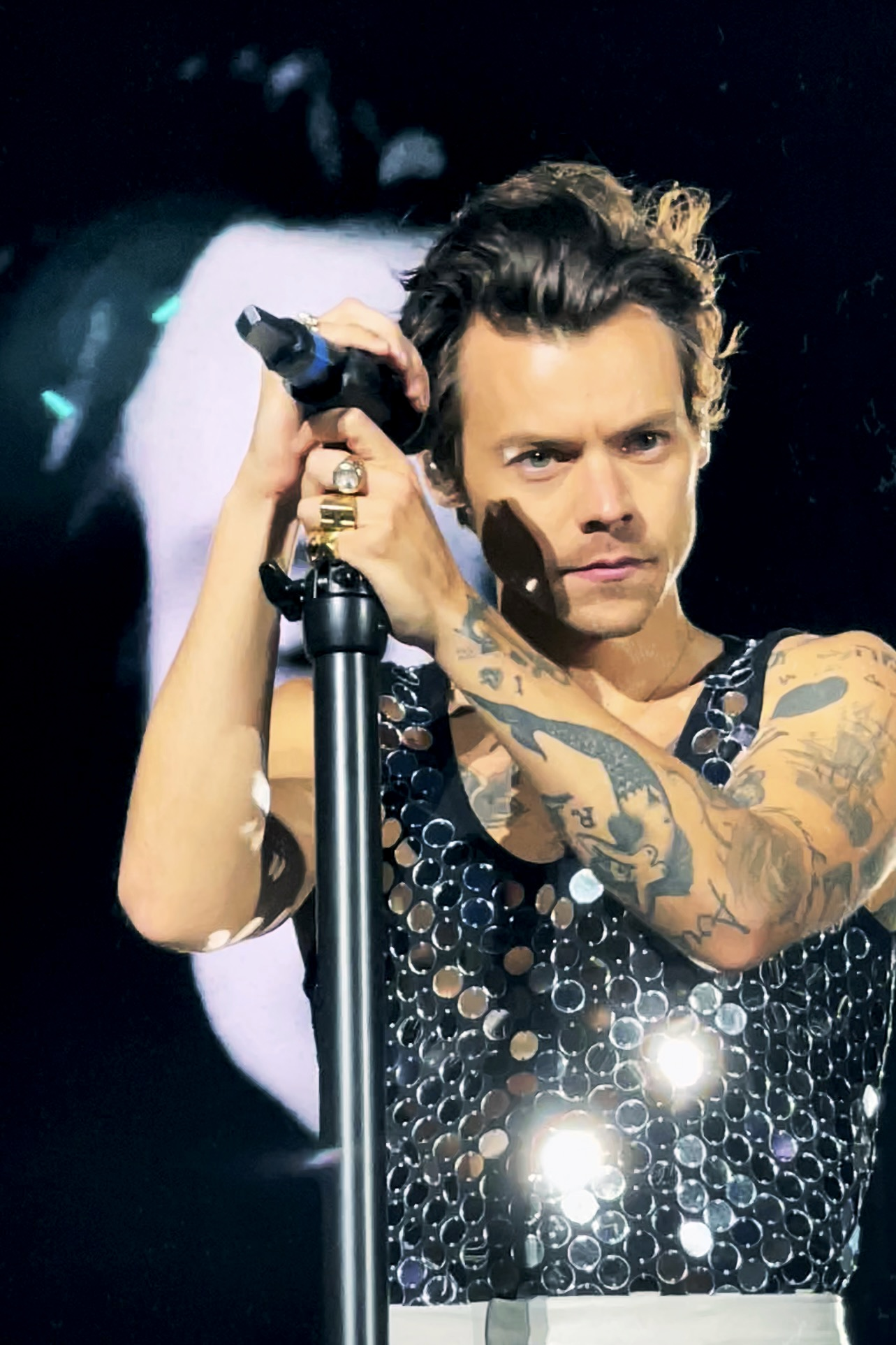
Harry Styles (* 1. února)

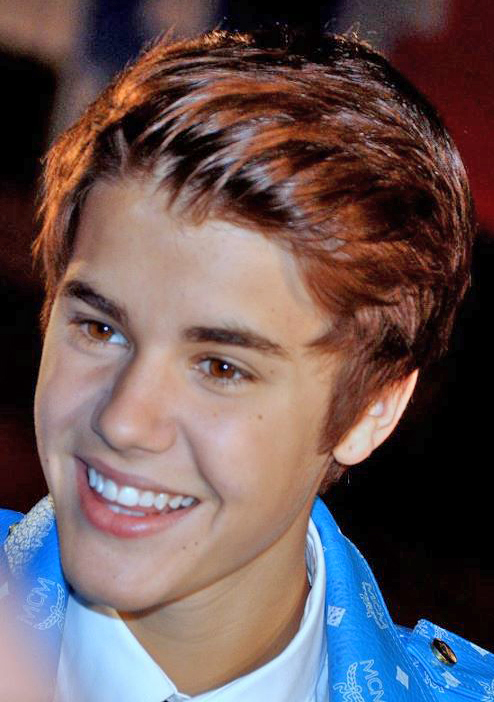
Justin Bieber (* 1. března)

- 3. ledna – Isaquias Queiroz, brazilský rychlostní kanoista
- 5. ledna – Zemgus Girgensons, lotyšský lední hokejista
- 11. ledna – Desirae Krawczyková, americká tenistka
- 14. ledna – Muktar Edris, etiopský běžec na 5000 metrů
- 17. ledna
  - Pascal Ackermann, německý silniční cyklista
  - Lucy Boynton, britská herečka
- 19. ledna – Matthias Ginter, německý fotbalista
- 20. ledna – Daan Disveld, nizozemský fotbalista
- 24. ledna – Manon Hily, francouzská sportovní lezkyně
- 01. února
  - Harry Styles, britský zpěvák, člen skupiny One Direction
  - Anna-Lena Friedsamová, německá tenistka
  - Julia Garner, americká herečka
- 02. února – Aleksandra Mirosław, polská sportovní lezkyně
- 03. února – Malaika Mihambo, německá skokanka do dálky
- 06. února – Charlie Heaton, britský herec a hudebník
- 14. února – Becky Hill, britská zpěvačka
- 15. února
  - Jesse Kriel, jihoafrický ragbista
  - Nico Denz, německý silniční cyklista
- 16. února – Ava Max, americká zpěvačka a textařka
- 20. února – Kateryna Baindlová, ukrajinská tenistka
- 23. února – Dakota Fanningová, americká herečka
- 25. února – Eugenie Bouchardová, kanadská tenistka
- 28. února – Jake Bugg, britský zpěvák a hudební skladatel
- 01. března – Justin Bieber, kanadský zpěvák
- 06. března
  - Momoka Odaová, japonská sportovní lezkyně
  - Nils Politt, německý silniční cyklista
- 11. března
  - Handré Pollard, jihoafrický ragbista
  - Franziska Preussová, německá biatlonistka
  - Tiesj Benoot, belgický silniční cyklista
  - Andrew Robertson, skotský fotbalista
- 12. března – Christina Grimmie, americká zpěvačka († 10. června 2016)
- 14. března – Ansel Elgort, americký herec, hudební producent a DJ
- 15. března – Magdalena Röck, rakouská sportovní lezkyně
- 17. března – Christin Hussongová, německá atletka, oštěpařka
- 21. března – Arvid de Kleijn, nizozemský silniční cyklista
- 25. března – Justine Dufourová-Lapointeová, kanadská akrobatická lyžařka
- 26. března
  - Gaël Fickou, francouzský ragbista
  - Alison Van Uytvancková, belgická tenistka
- 31. března – Mads Würtz Schmidt, dánský silniční cyklista
- 4. dubna – Gregor Mühlberger, rakouský silniční cyklista
- 5. dubna – Thea LaFondová, dominická trojskokanka
- 9. dubna – Rosamaria Montibellerová, brazilská volejbalistka
- 11. dubna
  - Domen Škofic, slovinský sportovní lezec
  - Duncan Laurence, nizozemský zpěvák
  - Dakota Blue Richards, britská herečka
- 12. dubna
  - Michal Habánek, slovenský fotbalista
  - Saoirse Ronanová, irská herečka
- 13. dubna – Taťjana Sorinová, ruská běžkyně na lyžích
- 15. dubna – Maja Dahlqvistová, švédská běžkyně na lyžích
- 19. dubna – Paul O'Donovan, irský veslař
- 25. dubna – Omar McLeod, jamajský atlet, překážkář
- 14. května – Pernille Blume, dánská plavkyně
- 16. května – Anthony Turgis, francouzský silniční cyklista
- 17. května – Marko Živković, srbský fotbalový obránce
- 18. května – Aleksandar Čavrić, srbský fotbalista
- 21. května – Tom Daley, britský skokan do vody
- 23. května – Jun Song-pin, jihokorejský skeletonista
- 25. května
  - Richie Mo'unga, novozélandský ragbista
  - Matt Murray, kanadský lední hokejový brankář
- 27. května – Shawnacy Barber, kanadský atlet, tyčkař († 17. ledna 2024)
- 28. května – John Stones, anglický fotbalista
- 31. května – Thiago Monteiro, brazilský tenista
- 06. června – Max Parrot, kanadský snowboardista
- 11. června – Jessica Foxová, australská vodní slalomářka
- 18. června
  - Takeoff, americký rapper, člen skupiny Migos († 1. listopadu 2022)
  - Álvaro Martín, španělský atlet, chodec
- 20. června – Nathan Phillips, britský sportovní lezec
- 28. června – Husajn bin Abdalláh, jordánský korunní princ
- 29. června – Camila Mendes, americká herečka
- 01. července – Chloé Paquetová, francouzská tenistka
- 04. července – Era Istrefi, kosovsko-albánská zpěvačka
- 06. července – Ruben Guerreiro, portugalský silniční cyklista
- 08. července – Phil Bauhaus, německý silniční cyklista
- 09. července – Hugh Carthy, britský silniční cyklista
- 11. července – Caleb Ewan, australský silniční cyklista
- 13. července – Malcolm Marx, jihoafrický ragbista
- 16. července – Shericka Jacksonová, jamajská sprinterka
- 23. července – David Gleirscher, rakouský sáňkař
- 24. července – Wu Ta-ťing, čínský short trackista
- 25. července – Bianka Buša, srbská volejbalistka
- 27. července – Kazuki Himeno, japonský ragbista
- 30. července – Katharina Posch, rakouská sportovní lezkyně
- 02. srpna – Laura Pigossiová, brazilská tenistka
- 03. srpna – Emerson Palmieri, italský fotbalový obránce
- 10. srpna – Bernardo Silva, portugalský fotbalista
- 11. srpna – Storm Hunterová, australská tenistka
- 13. srpna – Filip Forsberg, švédský lední hokejista
- 15. srpna – Kósuke Hagino, japonský plavec
- 17. srpna
  - Phoebe Bridgersová, americká písničkářka
  - Taissa Farmiga, americká herečka
- 19. srpna
  - Čang Jü-süan, čínská tenistka
  - Nafissatou Thiamová, belgická atletka, vícebojařka
- 28. srpna – Ons Džabúrová, tuniská tenistka
- 29. srpna – Ysaline Bonaventureová, belgická tenistka
- 01. září
  - Carlos Sainz Jr., španělský automobilový závodník
  - Margarita Betovová, ruská tenistka
- 05. září – Gregorio Paltrinieri, italský plavec
- 06. září – Virgile Vandeput, izraelský alpský lyžař
- 07. září – Maren Lundbyová, norská skokanka na lyžích
- 08. září
  - Cameron Dallas, americký youtuber a herec
  - Bruno Fernandes, portugalský fotbalový záložník
- 11. září
  - Natalija Pryščepa, ukrajinská atletka, běžkyně
  - Teuvo Teräväinen, finský hokejový útočník
- 12. září
  - Kim Nam-džum, jihokorejský rapper, leader skupiny BTS
  - Damián Bariš, slovenský fotbalový záložník
  - Elina Svitolinová, ukrajinská tenistka
- 13. září – Sepp Kuss, americký silniční cyklista
- 15. září – Wout van Aert, belgický silniční cyklista
- 21. září – Davide Ballerini, italský silniční cyklista
- 22. září – Alexander Wennberg, švédský hokejový útočník
- 26. září – Marcell Jacobs, italský atlet, sprinter
- 29. září – Halsey, americká zpěvačka a hudební skladatelka
- 16. října – Halimah Nakaayiová, ugandská atletka, běžkyně
- 18. října – John McGinn, skotský fotbalový záložník
- 19. října – Matej Mohorič, slovinský silniční cyklista
- 23. října – Margaret Qualley, americká zpěvačka
- 28. října – Maro Itoje, anglický ragbista
- 30. října – Monty Ioane, italský ragbista
- 10. listopadu
  - Jon Rahm, španělský golfista
  - Zoey Deutch, americká herečka
- 12. listopadu – Guillaume Cizeron, francouzský krasobruslař
- 15. listopadu – Jekatěrina Alexandrovová, ruská tenistka
- 18. listopadu
  - Dmitrij Fakirjanov, ruský sportovní lezec
  - Danka Kovinićová, černohorská tenistka
- 22. listopadu – Dacre Montgomery, australský herec
- 25. listopadu – Stanislav Lobotka, slovenský fotbalista
- 03. prosince
  - Jake T. Austin, americký herec
  - Lil Baby, americký rapper
- 6. prosince – Giannis Antetokounmpo, řecký basketbalista
- 07. prosince – Juzuru Hanjú, japonský krasobruslař
- 19. prosince – Katrina Lehisová, estonská šermířka
- 20. prosince
  - Thomas Joannes, francouzský sportovní lezec
  - Giulio Ciccone, italský silniční cyklista
- 22. prosince – Fabien Claude, francouzský biatlonista
- 30. prosince – Marko Daňo, slovenský hokejový útočník
- ?
  - Jekatěrina Feoktistovová, ruská horolezkyně
  - Alexandr Šilov, ruský sportovní lezec

## Úmrtí

### Česko

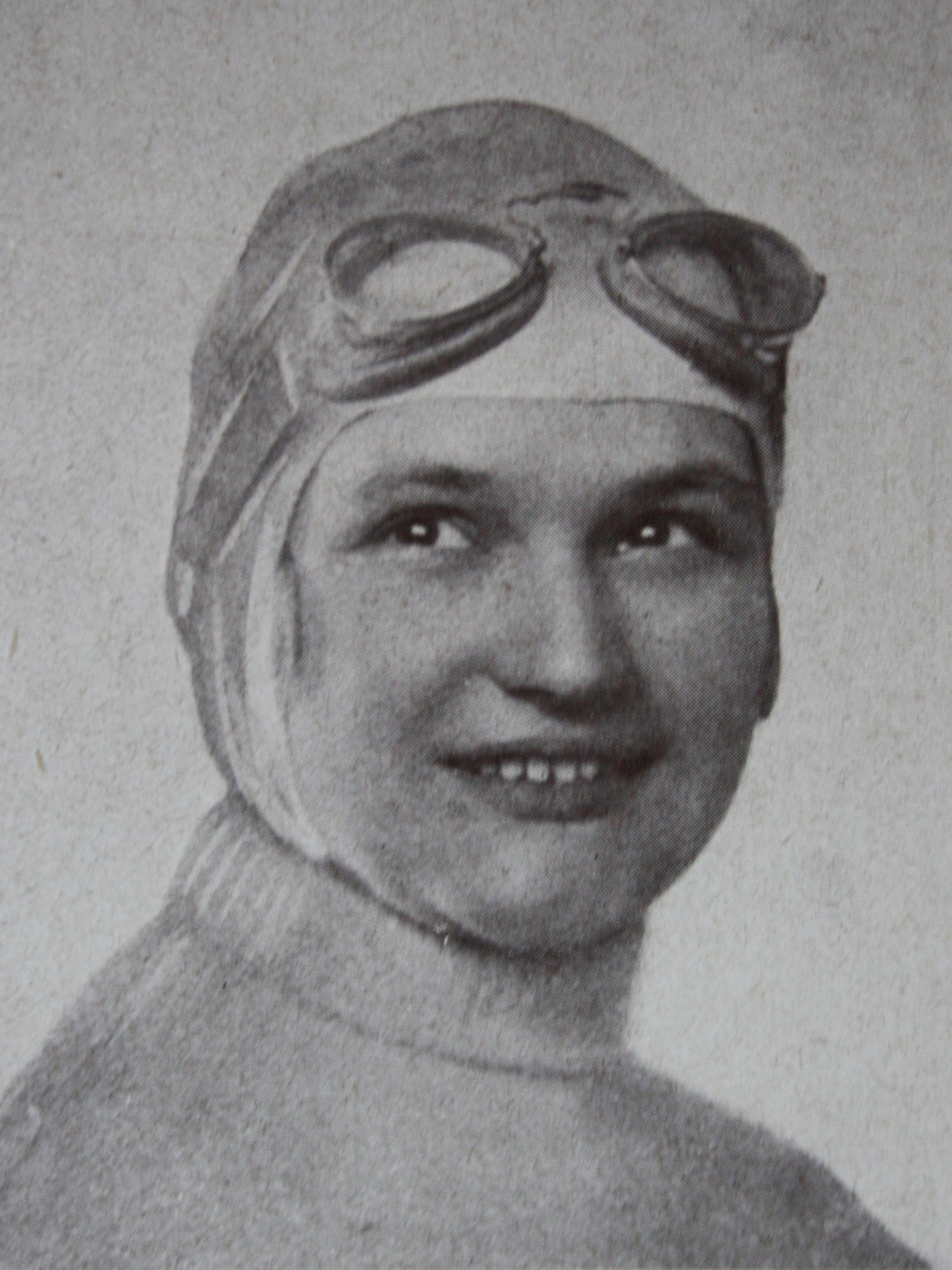
Eliška Junková († 5. ledna)

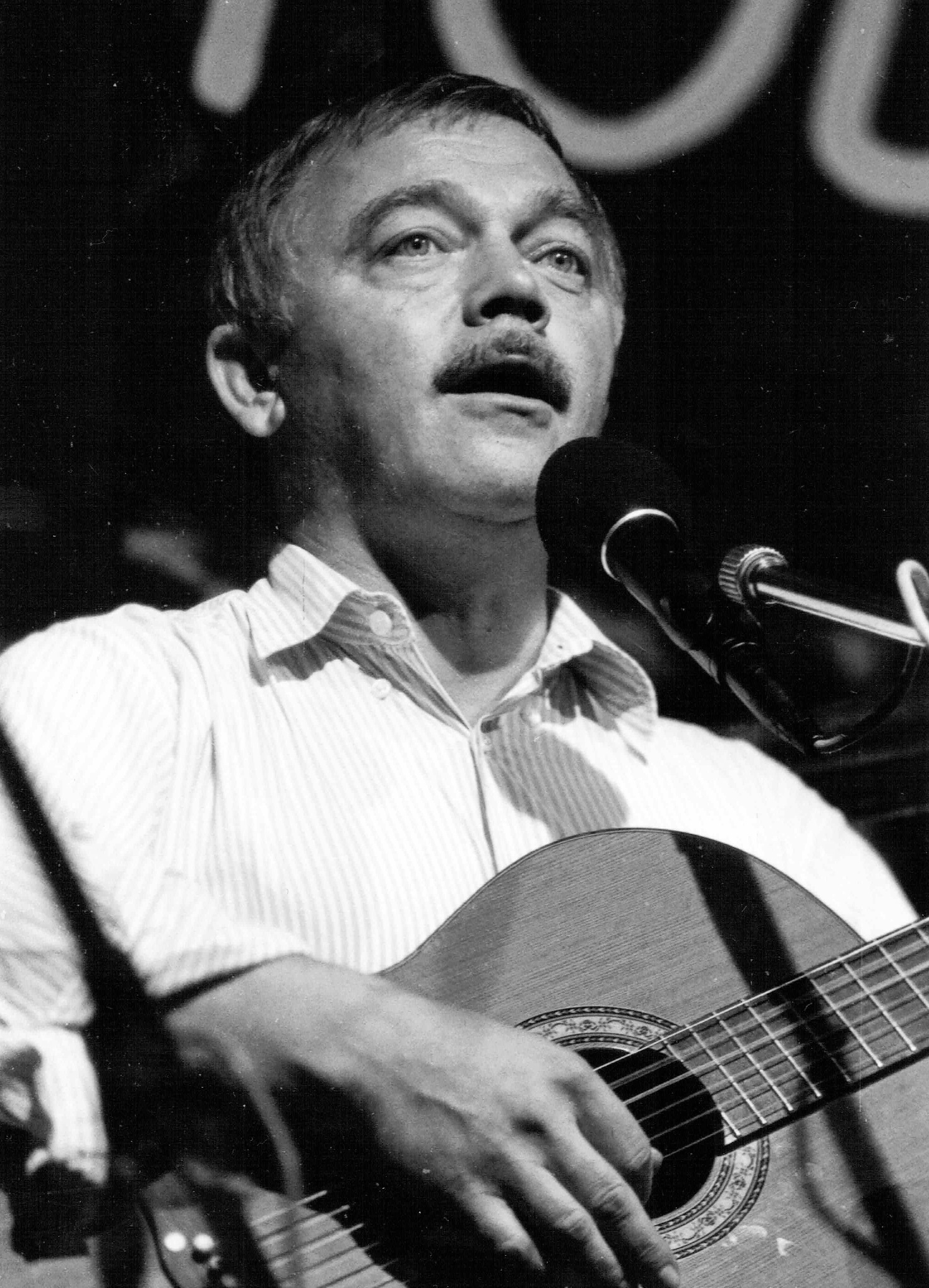
Karel Kryl († 3. března)

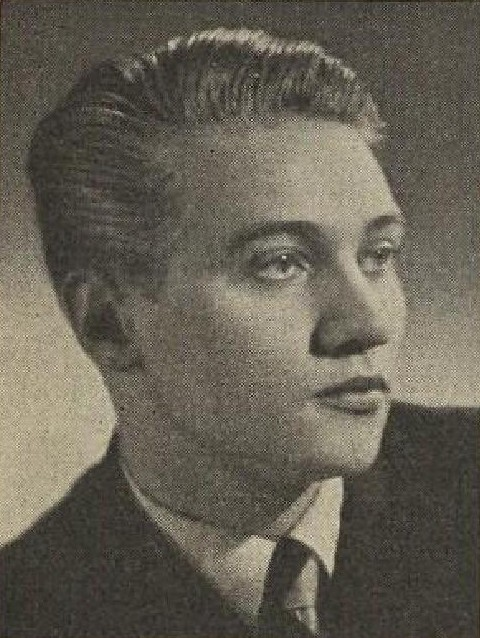
Rudolf Hrušínský († 13. dubna)

- 5. ledna – Eliška Junková, automobilová závodnice (* 16. listopadu 1900)
- 7. ledna – Emil Radok, teoretik umění, výtvarník, scenárista, režisér (* 22. března 1918)
- 16. ledna – Bedřich Havlíček, regionální historik, etnograf a vlastivědný pracovník (* 6. října 1922)
- 17. ledna – Jozef Chramec, voják a příslušník výsadku Courier-5 (* 4. listopadu 1922)
- 21. ledna – František Mizera, hokejový reprezentant (* 23. srpna 1919)
- 27. ledna – Stanislav Hlinovský, malíř, grafik a divadelní herec (* 2. listopadu 1924)
- 29. ledna – Josef Heyduk, spisovatel a překladatel (* 30. března 1904)
- 30. ledna – Zdeněk Váňa, archeolog (* 13. února 1924)
- 2. února – Ivan Foustka, spisovatel (* 7. dubna 1928)
- 5. února – Václav Štekl, herec-komik a konferenciér (* 23. září 1929)
- 7. února – Bohuš Balajka, literární historik a kritik (* 13. května 1923)
- 9. února – Jarmila Novotná, operní pěvkyně a herečka (* 23. září 1907)
- 10. února – Ján Grajzel, československý voják a příslušník výsadku Embassy (* 3. února 1920)
- 3. března – Karel Kryl, písničkář a básník (* 12. dubna 1944)
- 16. března – Emílie Tomanová, malířka a grafička (* 23. ledna 1933)
- 28. března – Rudolf Hanych, malíř (* 11. dubna 1906)
- 1. dubna – Oldřich Pelc, příslušník výsadku Potash (* 14. listopadu 1908)
- 13. dubna – Rudolf Hrušínský, herec (* 17. října 1920)
- 15. dubna – Jan Gross, herec (* 2. února 1929)
- 27. dubna – Jan Machoň, spisovatel, novinář a politik (* 4. února 1921)
- 2. května – Arnošt Kavka, swingový zpěvák a skladatel (* 4. března 1917)
- 4. května – Milada Ježková, herečka (* 27. června 1910)
- 14. května – Václav Marek, cestovatel, spisovatel, lappolog a překladatel (* 5. března 1908)
- 16. května – Zdeňka Honsová, sportovní gymnastka a olympijská vítězka (* 3. července 1927)
- 19. května – Jiřina Čížková, zakladatelka československé dětské endokrinologie (* 17. září 1908)
- 20. května – Jiří Sobotka, fotbalový reprezentant (* 6. července 1911)
- 13. června – Gerta Pospíšilová, historička, překladatelka z angličtiny (* 29. srpna 1918)
- 17. června – Branko Petranović, srbský právník a historik (* 31. října 1927)
- 20. června – Štefan Šutka, ministr dopravy (* 30. října 1921)
- 21. června – Jiří Novák, malíř, scénograf a autor kostýmních návrhů (* 1. února 1925)
- 27. června – Zdeňka Švabíková, herečka (* 28. června 1912)
- 4. července – Vlastimil Smolík, dostihový jezdec (* 8. března 1945)
- 6. července – Jan Zemek, voják a příslušník výsadku Silver B (* 3. května 1915)
- 15. července – Miloslav Stehlík, dramatik, režisér, herec a prozaik (* 2. dubna 1916)
- 19. července – Rudolf Firkušný, klavírista světového jména (* 11. února 1912)
- 20. července – Anna Kreuzmannová, divadelní a filmová herečka (* 14. června 1899)
- 21. července – Václav Pantůček, hokejový reprezentant (* 24. listopadu 1934)
- 24. července – Alois Vyhňák, voják a příslušník výsadku Platinum – Pewter (* 11. srpna 1919)
- 26. července – Evžen Erban, politik (* 18. června 1912)
- 4. srpna – Stanislav Látal, režisér animovaných filmů (* 7. května 1919)
- 18. srpna – Bořivoj Dostál, archeolog (* 16. srpna 1929)
- 19. srpna – Ladislav Fuks, prozaik (* 24. září 1923)
- 2. září – Miloslav Šnejdar, houslista a hudební skladatel (* 6. srpna 1917)
- 15. září – Anna Cydrichová, spisovatelka (* 19. července 1903)
- 20. září
  - Jan Hána, sochař (* 28. října 1927)
  - Petr Čepek, herec (* 16. září 1940)
- 10. října – Otmar Riedl, voják, příslušník výsadku Benjamin (* 12. září 1914)
- 11. října – Rudolf Svoboda, sochař, restaurátor, medailér a pedagog (* 24. listopadu 1924)
- 13. října – Jiří Hájek, marxistický literární kritik (* 17. července 1919)
- 18. října – Marie Podešvová, spisovatelka (* 24. června 1901)
- 19. října – Oldřich Černík, československý premiér (* 27. října 1921)
- 20. října
  - Josef Janáček, historik a pedagog (* 9. října 1925)
  - Ivan Sviták, marxistický filosof, básník a politik (* 10. října 1925)
  - Richard Kozderka, hudební skladatel a violista (* 29. září 1908)
- 21. října – Kajetán Matoušek, světící biskup pražský (* 7. srpna 1910)
- 23. října – Jára Kohout, filmový herec a zpěvák (* 9. prosince 1904)
- 25. října – Cecilie Strádalová, operní pěvkyně (* 3. listopadu 1923)
- 27. října
  - Lubomír Skřivánek, sochař a malíř (* 17. ledna 1933)
  - Jiří Kovařík, akademický malíř (* 13. října 1932)
- 8. listopadu – Zdeněk Řehoř, herec (* 30. srpna 1920)
- 10. listopadu – Ferdinand Bučina, fotograf a filmař (* 26. října 1909)
- 15. listopadu – Zdeněk Kupka, první primátor města Ostravy (* 13. listopadu 1924)
- 21. listopadu – Josef Velda, herec (* 10. září 1930)
- 24. listopadu – Jiří Stárek, skladatel a hráč na bicí nástroj (* 7. července 1952)
- 25. listopadu – Jiří Likeš, statistik (* 15. listopadu 1929)
- 5. prosince – Zdeněk Petr, hudební skladatel (* 21. září 1919)
- 6. prosince – Josef Bláha, herec (* 8. června 1924)
- 10. prosince – Jiří Marek, spisovatel (* 30. května 1914)
- 23. prosince – Ivo Toman, scenárista a filmový režisér (* 10. března 1924)
- 25. prosince – Miloslav Balun, reprezentant v krasobruslení (* 14. prosince 1920)
- ? – Věra Beránková-Ducháčková, sochařka (* 19. listopadu 1909)
- ? – Václav Klička, spisovatel a překladatel (* 20. listopadu 1925)

### Svět

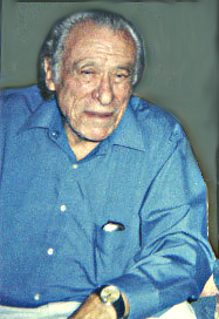
Charles Bukowski († 9. března)

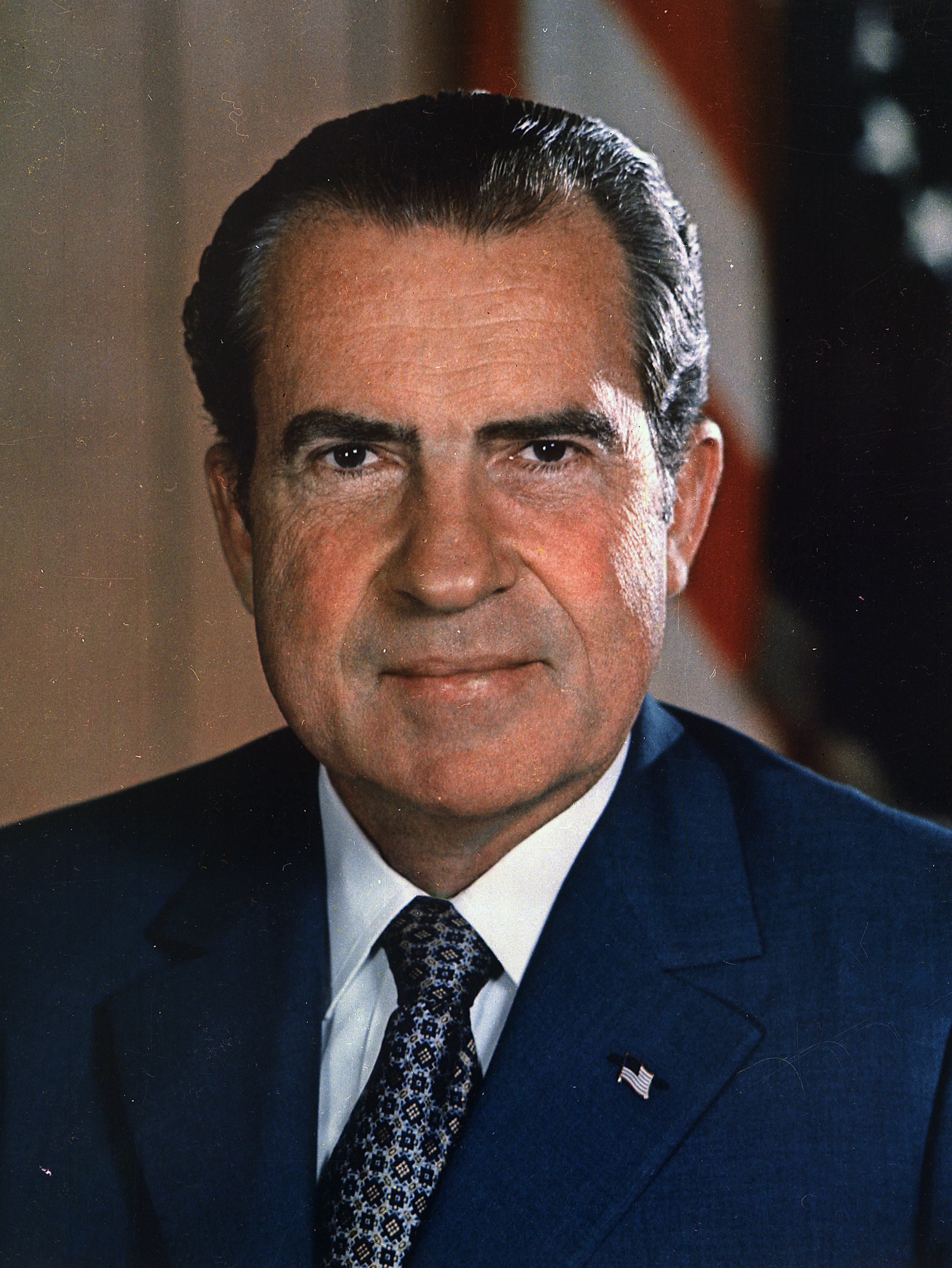
Richard Nixon († 22. dubna)

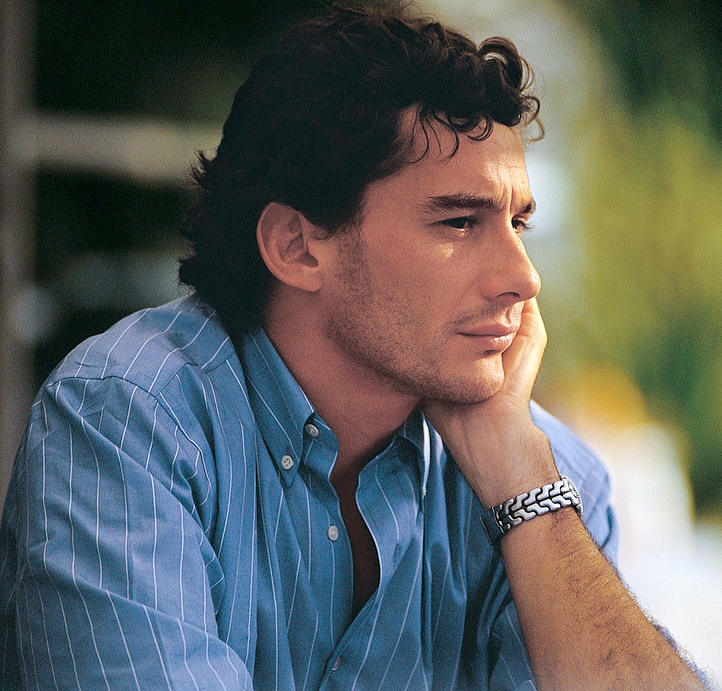
Ayrton Senna († 1. května)

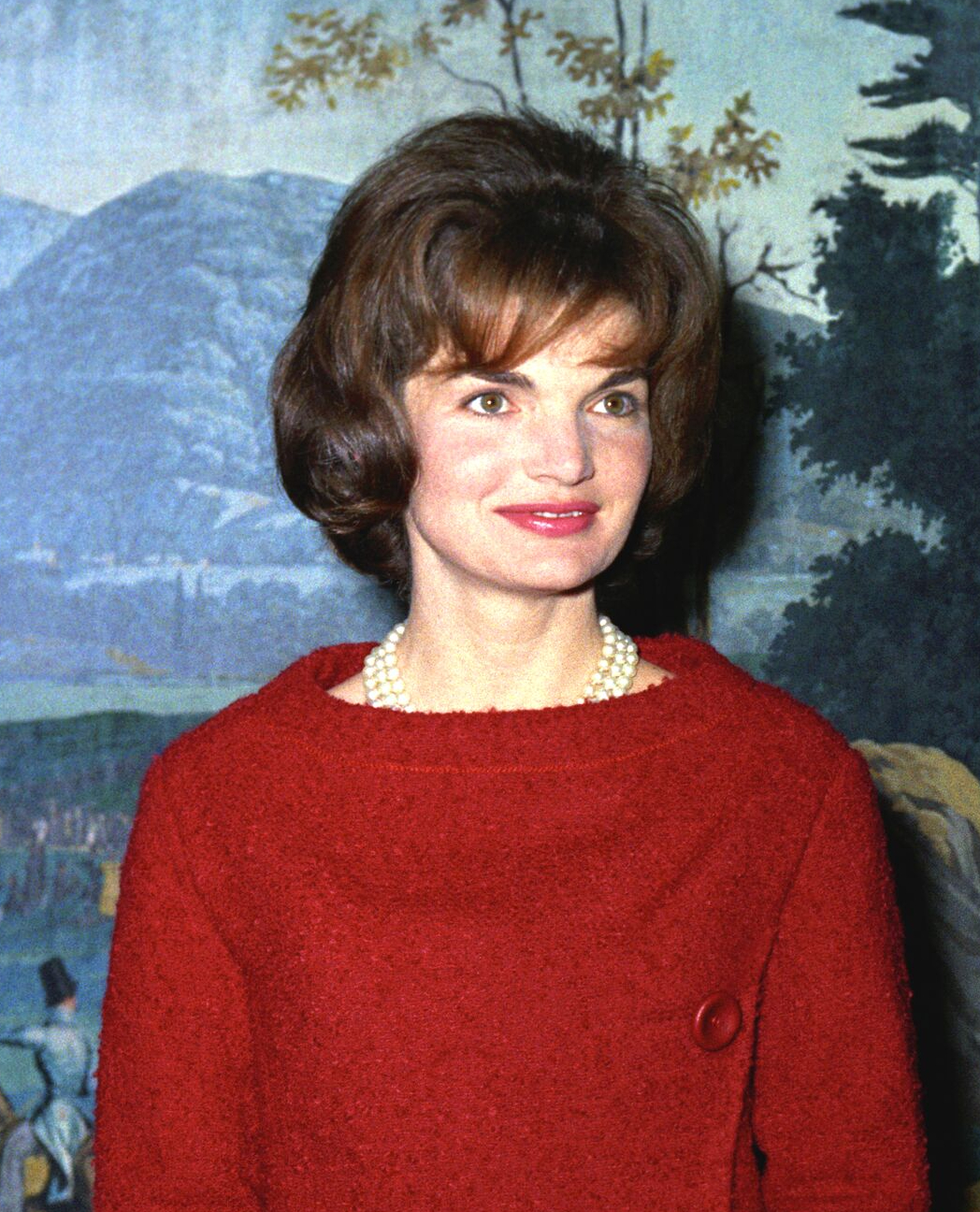
Jacqueline Kennedyová Onassisová († 19. května)

Kim Ir-sen († 8. července)

- 3. ledna – Vladimir Ivanovič Němcov, sovětský radiotechnik a spisovatel (* 10. září 1907)
- 5. ledna – Jean-Marie Maury, vatikánský diplomat a 106. arcibiskup remešský (* 22. května 1907)
- 10. ledna – Jig'al Hurvic, ministr financí Izraele (* 1918)
- 14. ledna
  - Bernard Davis, americký biolog (* 7. ledna 1916)
  - Zino Davidoff, švýcarský obchodník s tabákem (* 11. března 1906)
- 15. ledna
  - Georges Cziffra, klavírista maďarského původu (* 5. listopadu 1921)
  - Harry Nilsson, americký zpěvák-skladatel (* 15. června 1941)
- 17. ledna – Helen Stephensová, americká sprinterka, dvojnásobná olympijská vítězka (* 3. února 1918)
- 20. ledna
  - Matt Busby, anglický fotbalista a trenér (* 26. května 1909)
  - Ľubor Kresák, slovenský astronom (* 23. srpna 1927)
- 22. ledna – Telly Savalas, americký novinář, zpěvák, herec a režisér (* 21. ledna 1922)
- 23. ledna – Nikolaj Ogarkov, náčelník Generálního štábu Sovětské armády (* 30. října 1917)
- 25. ledna – Stephen Cole Kleene, americký matematik a logik (* 5. ledna 1909)
- 30. ledna
  - Pinchas Sade, izraelský spisovatel (* ? 1929)
  - Pierre Boulle, francouzský spisovatel (* 20. února 1912)
  - Walter Kolneder, rakouský muzikolog, hudební vydavatel a spisovatel (* 1. července 1910)
- 2. února
  - Kurt David, německý spisovatel (* 13. července 1924)
  - Marija Gimbutasová, americká archeoložka (* 23. ledna 1921)
- 6. února
  - Jack Kirby, americký komiksový kreslíř, spisovatel a editor (* 28. srpna 1917)
  - Gwen Watford, britská herečka (* 10. září 1927)
- 7. února – Witold Lutosławski, polský skladatel a dirigent (* 25. ledna 1913)
- 11. února
  - Joseph Marie Anthony Cordeiro, arcibiskup Karáčí, pákistánský kardinál (* 19. ledna 1918)
  - Paul Karl Feyerabend, rakouský filosof vědy (* 13. ledna 1924)
- 12. února – Donald Judd, americký minimalistický sochař a malíř (* 3. června 1928)
- 16. února – François Marty, arcibiskup remešský, pařížský a kardinál (* 16. května 1904)
- 14. února
  - Christopher Lasch, americký historik a sociolog (* 1. června 1932)
  - Vermont Garrison, americký vojenský pilot (* 29. října 1915)
  - Andrej Čikatilo, ruský sériový vrah a kanibal (* 16. října 1936)
- 20. února – Hvezdoň Kočtúch, slovenský ekonom a politik (* 31. března 1929)
- 21. února – Oscar Collazo, pachatel atentátu na prezidenta Trumana (* 20. ledna 1914)
- 22. února – Papa John Creach, americký houslista (* 28. května 1917)
- 24. února – Ladislav Mňačko, slovenský spisovatel (* 29. ledna 1919)
- 25. února – Baruch Goldstein, pachatel masakru v Jeskyni patriarchů (* 9. prosince 1956)
- 29. února – Jakobína Sigurðardóttir, islandská spisovatelka (* 8. července 1918)
- 3. března – Karel Kryl, písničkář a básník (* 12. dubna 1944)
- 4. března – John Candy, kanadský filmový herec (* 31. října 1950)
- 6. března
  - Melina Mercouri, řecká herečka, zpěvačka a politička (* 18. října 1920)
  - Tengiz Abuladze, gruzínský filmový režisér (* 31. ledna 1924)
- 9. března
  - Charles Bukowski, americký básník a spisovatel (* 16. srpna 1920)
  - Fernando Rey, španělský herec (* 20. září 1917)
- 22. března – Dan Hartman, americký zpěvák, skladatel a hudební producent (* 8. prosince 1950)
- 23. března – Giulietta Masina, italská herečka (* 22. února 1921)
- 28. března – Eugène Ionesco, francouzsko-rumunský dramatik (* 26. října 1912)
- 29. března – Paul Grimault, francouzský animátor a režisér (* 23. března 1905)
- 1. dubna
  - Robert Doisneau, francouzský fotograf (* 14. dubna 1912)
  - Léon Degrelle, belgický fašistický politik (* 15. června 1906)
- 3. dubna – Jérôme Lejeune, francouzský lékař a genetik (* 13. června 1926)
- 5. dubna
  - Kurt Donald Cobain, leader skupiny Nirvana (* 20. únor 1967)
  - Roy Smeck, americký muzikant (* 6. února 1900)
- 7. dubna
  - Golo Mann, německý historik a esejista (* 27. března 1909)
  - Agathe Uwilingiyimana, premiérka Rwandy (* 23. května 1953)
- 16. dubna – Ralph Ellison, americký spisovatel (* 1. března 1914)
- 18. dubna
  - Belo Kapolka, slovenský spisovatel, chatař, nosič a horolezec (* 22. dubna 1935)
  - Roger W. Sperry, americký zoolog, zoolog, neurobiolog a neurofyziolog, Nobelova cena 1981 (* 20. srpna 1913)
- 20. dubna
  - Uzi Kalchheim, izraelský rabín, činný i v Praze (* 17. září 1935)
  - Jean Carmet, francouzský herec a scenárista (* 25. dubna 1920)
- 21. dubna – Edmond Keosajan, sovětský filmový režisér a scenárista arménského původu (* 9. října 1936)
- 22. dubna – Richard Nixon, 37. prezident USA (* 9. ledna 1913)
- 26. dubna – Masutacu Ójama, korejský karatista (* 23. července 1923)
- 29. dubna – Russell Kirk, americký politický filosof a historik (* 19. října 1918)
- 30. dubna – Roland Ratzenberger, rakouský pilot F1 (* 4. července 1960)
- 1. května – Ayrton Senna, brazilský pilot F1, trojnásobný mistr světa (* 21. března 1960)
- 3. května – Dimitris Papadimos, řecký fotograf (* 1. května 1918)
- 7. května
  - Aharon Jariv, ředitel izraelské vojenské zpravodajské služby (* 20. prosince 1920)
  - Clement Greenberg, americký teoretik a kritik umění (* 16. ledna 1909)
  - Chajim Bar-Lev, izraelský generál a politik (* 16. listopadu 1924)
- 10. května
  - Cleanth Brooks, americký literární teoretik (* 16. října 1906)
  - John Wayne Gacy, americký sériový vrah (* 17. března 1942)
- 12. května
  - Roy J. Plunkett, americký chemik, vynálezce teflonu (* 26. června 1910)
  - Erik Erikson, německý psycholog (* 15. června 1902)
- 16. května – Paul Shulman, velitel izraelského vojenského námořnictva (* 1922)
- 19. května
  - Jacqueline Kennedyová Onassisová, manželka 35. prezidenta USA Johna Fitzgeralda Kennedyho (* 28. července 1929)
  - Jacques Ellul, francouzský sociolog, historik, filozof a spisovatel (* 6. ledna 1912)
- 21. května – Giovanni Goria, premiér Itálie (* 30. července 1943)
- 22. května – Norman Read, novozélandský olympijský vítěz v chůzi na 50 km z roku 1956 (* 13. srpna 1931)
- 23. května – Joe Pass, americký jazzový kytarista (* 13. ledna 1929)
- 24. května – John Wain, anglický spisovatel (* 14. března 1925)
- 25. května – Eric Gale, americký jazzový kytarista (* 20. září 1938)
- 26. května – Sonny Sharrock, americký jazzový kytarista (* 27. srpna 1940)
- 29. května
  - Erich Honecker, generální tajemník komunistické strany NDR (* 25. srpna 1912)
  - Harry Levin, americký literární teoretik (* 18. července 1912)
  - Oliver Jackson, americký jazzový bubeník (* 28. dubna 1933)
- 30. května – Juan Carlos Onetti, uruguayský spisovatel (* 1. července 1909)
- 3. června
  - Daniil Antonovič Avdusin, ruský archeolog (* 20. srpna 1918)
  - Pavol Strauss, slovenský lékař, filozof a spisovatel (* 30. srpna 1912)
- 4. června
  - Massimo Troisi, italský herec, scenárista, režisér a básník (* 19. února 1953)
  - Roberto Burle Marx, brazilský zahradní architekt (* 4. srpna 1909)
- 6. června – Jochaj Ben Nun, velitel Izraelského vojenského námořnictva (* 17. prosince 1924)
- 9. června – Jan Tinbergen, nizozemský ekonom, Nobelova cena za ekonomii 1969 (* 12. dubna 1903)
- 11. července – Lex Humphries, americký jazzový bubeník (* 22. srpna 1936)
- 12. června – Menachem Mendel Schneerson, významný chasidský rabín (* 18. dubna 1902)
- 14. června – Henry Mancini, americký hudební skladatel a dirigent (* 16. dubna 1924)
- 17. června – Jean Borotra, francouzský tenista (* 13. srpna 1898)
- 18. června – Jekuti'el Jehuda Halberstam, ortodoxní rabín (* 10. ledna 1905)
- 20. června – Einar Haugen, americký lingvista (* 19. dubna 1906)
- 8. července – Kim Ir-sen, severokorejský vůdce (* 15. dubna 1912)
- 11. července – Gary Kildall, americký počítačový vědec (* 19. května 1942)
- 14. července – Robert Jungk, rakouský futurolog (* 11. května 1913)
- 16. července – Julian Schwinger, americký teoretický fyzik, Nobelova cena za fyziku 1965 (* 12. února 1918)
- 17. července – Gózó Šioda, japonský mistr aikida (* 9. září 1915)
- 19. července – Eilís Dillonová, irská spisovatelka (* 7. března 1920)
- 20. července – Paul Delvaux, belgický malíř (* 23. září 1897)
- 29. července
  - Grigol Abašidze, gruzínský spisovatel (* 19. července 1914)
  - Dorothy Crowfoot Hodgkin, nositelka Nobelovy ceny za chemii 1964 (* 12. května 1910)
- 4. srpna – Giovanni Spadolini, premiér Itálie (* 21. června 1925)
- 6. srpna – Domenico Modugno, italský zpěvák, textař, herec (* 9. ledna 1928)
- 7. srpna – Liou Chaj-su, čínský malíř (* 16. března 1896)
- 8. srpna – Leonid Maximovič Leonov, ruský spisovatel (* 31. května 1899)
- 11. srpna – Peter Cushing, britský herec (* 26. května 1913)
- 13. srpna
  - Ferenc Örsi, maďarský prozaik a dramatik (* 17. dubna 1927)
  - Valentin Kuzin, sovětský hokejový reprezentant (* 23. září 1926)
- 14. srpna – Elias Canetti, rakouský spisovatel, Nobelova cena 1981 (* 25. července 1905)
- 15. srpna – Paul Edward Anderson, americký vzpěrač, olympijský vítěz (* 17. října 1932)
- 18. srpna
  - Richard Laurence Millington Synge, britský biochemik, Nobelova cena za chemii 1952 (* 28. října 1914)
  - Ješajahu Leibowitz, izraelský filozof (* 29. ledna 1903)
  - Vazgen I., patriarcha Arménské apoštolské církve (* 20. září 1908)
- 19. srpna – Linus Pauling, kvantový chemik a biochemik, nosiel Nobelovy ceny (* 28. února 1901)
- 26. srpna – Jehošafat Harkabi, náčelník izraelské vojenské zpravodajské služby (* 21. září 1921)
- 30. srpna – Lindsay Anderson, britský filmový režisér (* 17. dubna 1923)
- 2. září – Józef Światło, polský emigrant, pracovník CIA (* 1. ledna 1915)
- 3. září – Billy Wright, anglický fotbalista (* 6. února 1924)
- 5. září – Šimšon Amicur, izraelský matematik (* 26. srpna 1921)
- 6. září – Nicky Hopkins, anglický rockový pianista (* 24. února 1944)
- 7. září – James Clavell, anglický spisovatel (* 10. října 1924)
- 11. září – Jessica Tandy, anglická herečka (* 7. června 1909)
- 12. září – Boris Jegorov, sovětský lékař a kosmonaut (* 26. listopadu 1937)
- 13. září – Richard Herrnstein, americký psycholog (* 20. května 1930)
- 15. září – Giuseppe Puglisi, italský kněz, odpůrce mafie, zavražděn, blahoslavený (* 15. září 1937)
- 16. září – Albert Decourtray, francouzský kardinál (* 22. dubna 1923)
- 17. září – Karl Popper, filozof rakouského původu (* 28. června 1902)
- 18. září – Vitas Gerulaitis, americký tenista (* 26. července 1954)
- 23. září
  - Robert Bloch, americký spisovatel (* 5. dubna 1917)
  - Zbigniew Nienacki, polský spisovatel a novinář (* 1. ledna 1929)
- 25. září – Ludvík Ferdinand Pruský, příslušník Hohenzollenrské dynastie (* 9. listopadu 1907)
- 30. září – André Lwoff, francouzský mikrobiolog, Nobelova cena 1965 (* 8. května 1902)
- 1. října – Clarence Houser, americký trojnásobný olympijský vítěz (* 21. září 1901)
- 3. října – Tim Asch, americký antropolog, fotograf a filmař (* 16. července 1932)
- 7. října – James Hill, britský režisér a filmový producent (* 1. srpna 1919)
- 18. října – Eberhard Feik, německý herec (* 23. listopadu 1943)
- 19. října – Nyánaponika Maháthera, německý buddhistický mnich (* 21. července 1901)
- 20. října
  - Sergej Bondarčuk, ruský herec, scenárista a režisér (* 25. září 1920)
  - Burt Lancaster, americký herec a režisér (* 2. listopadu 1913)
- 22. října – Rollo May, americký psycholog (* 21. dubna 1909)
- 24. října – Erich Wustmann, německý cestovatel, spisovatel a etnograf (* 9. listopadu 1907)
- 29. října – Šlomo Goren, vrchní vojenský rabín izraelské armády (* 3. února 1917)
- 4. listopadu
  - Fred Sonic Smith, americký kytarista (* 14. září 1949)
  - Sam Francis, americký malíř (* 25. června 1923)
- 5. listopadu – Patrick Dean, britský diplomat (* 16. března 1909)
- 7. listopadu
  - Shorty Rogers, americký jazzový trumpetista (* 14. dubna 1924)
  - Charles Mathiesen, norský rychlobruslař, olympijský vítěz (* 12. února 1911)
- 10. listopadu – Carmen McRae, americká zpěvačka a herečka (* 8. dubna 1920)
- 12. listopadu
  - Atanas Komšev, bulharský reprezentant v zápase, olympijský vítěz (* 23. října 1959)
  - Wilma Rudolphová, americká sprinterka, trojnásobná olympijská vítězka (* 23. června 1940)
- 13. listopadu – Vladimir Ivaško, generální tajemník ÚV KSSS (* 28. října 1932)
- 16. listopadu – Chet Powers, americký zpěvák, kytarista a hudební skladatel (* 7. října 1937)
- 28. listopadu
  - Vicente Enrique y Tarancón, arcibiskup Toleda a Madridu, kardinál (* 14. května 1907)
  - Jeffrey Dahmer, americký sériový vrah, kanibal a nekrofil (* 21. května 1960)
- 30. listopadu – Guy Debord, francouzský filosof, spisovatel a filmař (* 28. prosince 1931)
- 1. prosince – Calvin Northrup Mooers, americký informatik (* 24. října 1919)
- 2. prosince – Reginald Sprigg, australský geolog a paleontolog (* 1. března 1919)
- 3. prosince – Albert Marenčin, slovenský spisovatel (* 26. července 1922)
- 8. prosince – Antonio Carlos Jobim, brazilský hudebník (* 25. ledna 1927)
- 9. prosince – Max Bill, švýcarský architekt, sochař a designér (* 22. prosince 1908)
- 12. prosince – Stuart Roosa, americký letec a astronaut, pilot lodi Apollo 14 (* 16. srpna 1933)
- 13. prosince – Olga Rubcovová, sovětská mistryně světa v šachu (* 20. srpna 1909)
- 18. prosince – Marc Soriano, francouzský filosof literární kritik a spisovatel (* 7. července 1918)
- 24. prosince
  - Alexandr Uvarov, sovětský hokejový reprezentant (* 20. března 1922)
  - John Osborne, anglický dramatik (* 12. prosince 1929)
- 30. prosince – Maureen Starkey Tigrett, britská kadeřnice, první manželka Ringo Starra, bubeníka The Beatles (* 4. srpna 1946)
- 31. prosince – Harri Webb, velšský básník (* 7. září 1920)

## Hlavy států
Evropa:
- Česko – Václav Havel
- Slovensko – Michal Kováč
- Maďarsko – Árpád Göncz
- Německo – Helmut Kohl
- Vatikán – Jan Pavel II.
- Rusko – Boris Jelcin
- Spojené království – Alžběta II.

Amerika:
- USA – Bill Clinton

Asie:
- Izrael – Ezer Weizman
- Tádžikistán – Emómalí-ji Rahmón
- Srí Lanka – Chandrika Bandaranaike Kumaratunga

Afrika:
- Mosambik – Joaquim Chissano